# Голубой неон
Голубой неон, или обыкновенный неон, или неон-тетра (лат. Paracheirodon innesi) — вид пресноводных лучепёрых рыб из семейства харациновых. Обитает в верховьях бассейна Амазонки. Популярная тропическая аквариумная рыбка.

## Описание
Спинка голубого неона тёмная оливково-серая, брюшко серебристое, от глаз до жирового плавника идёт неоново-переливающаяся полоса от бирюзово-голубого до синего цвета: у самца прямая, у самки слегка изогнутая посередине. Встречаются разновидности обыкновенного неона, у которого эта полоса имеет зеленоватый оттенок, любители относят их к разновидностям обыкновенной неоновой рыбки под условным наименованием «зелёный неон». Самка вырастает до 4 см, самец обычно на 0,5—1 см меньше самки.

## Открытие
Голубой неон был открыт в 1934 году французским путешественником Огюстом Рабо (August Rabaut) во время его экспедиции по джунглям Амазонки. Случайно пойманные блестящие рыбки понравились Рабо и он решил привезти их в Европу для последующей перепродажи. Голубые неоны очень понравились европейцам, но какое-то время официального названия рыбки не имели.
В 1935 году экземпляры неонов попали в руки известному популяризатору аквариумистики и издателю Уильяму Иннесу, который передал рыбок для исследования своему старшему товарищу и коллеге, доктору Джорджу Майерсу (George Myers). В результате в 1936 году в вестнике биологического общества в Вашингтоне была опубликована первая официальная статья, рассказывающая о неоне обыкновенном. Автор статьи, Майерс, назвал новый вид в честь своего соратника Инесса — Hyphessobrycon innesi. В дальнейшем вид был переименован в Paracheirodon inessi.

## Ареал
Верховья Амазонки от Сан-Пауло-де-Оливенса до Икитоса, главным образом в реке Путумайо, также в реке Пурус до Бока-ду-Тапауа.

## Образ жизни
Голубые неоны — подвижные, стайные и в целом — мирные рыбки.
Половозрелыми голубые неоны становятся в 5—8 месяцев. Продуктивность — 50—150 икринок. Инкубационный период 20—24 ч. На 4-5 сутки мальки начинают плавать.

## Содержание в аквариуме
Оптимальные условия содержания — температура воды +20…+23 °C, жёсткость — 6—15 °dH. Для нереста требуется очень мягкая (0,5—3 °dH) вода с температурой +23…+25 °C.
В условиях аквариума голубые неоны предпочитают плавать в нижних и средних слоях воды. Рыбка не портит растения. Другие обитатели аквариума — крупные рыбы (например, многие цихлиды), земноводные — могут воспринимать голубых неонов в качестве кормового объекта.
В аквариуме живут до 3—4 лет.

### Особенности поведения
В новом аквариуме, во время брачного периода или при недостатке кормов возможны драки до смерти одного из соперников. Бывают случаи агрессии между отдельными представителями из вновь приобретённых рыб.